# Éclusier-Vaux
Éclusier-Vaux è un comune francese di 141 abitanti situato nel dipartimento della Somme nella regione dell'Alta Francia.

## Società

### Evoluzione demografica
Abitanti censiti